# Nonpareil Jack Dempsey
Nonpareil Jack Dempsey, właśc. John Edward Kelly (ur. 15 grudnia 1862 w Curran w hrabstwie Kildare, zm. 2 listopada 1895 w Portlandzie) – irlandzki bokser, pierwszy powszechnie uznawany zawodowy mistrz świata kategorii średniej.

## Życiorys
Choć urodził się w Irlandii, większość życia spędził w Stanach Zjednoczonych, dokąd przyjechał jako dziecko. Jego umiejętności pięściarskie sprawiły, że był nazywany The Nonpareil, czyli niezrównany. Choć był mistrzem wagi średniej, miał wagę boksera kategorii półśredniej.
Pierwszą walkę stoczył w 1883 i był niepokonany do 1887, gdy przegrał z Billym Bakerem, choć niektórzy historycy boksu uważają, że była to walka no decision. Zwycięska walka Dempseya z Jackiem Fogartym z 2 lutego 1886 jest uznawana za pierwszy pojedynek o amerykańską wersję tytułu mistrza świata w kategorii średniej. 14 marca tego roku Dempsey pokonał przez techniczny nokaut w 13. rundzie George’a LaBlanche’a. W kolejnym pojedynku o tytuł mistrza świata wygrał 12 grudnia 1887 z Johnem Reaganem przez techniczny nokaut w 45. rundzie.
27 sierpnia 1889 w San Francisco Dempsey doznał pierwszej porażki (nie licząc przegranej z Bakerem). George LaBlanche znokautował go w 13. rundzie, zadając tzw. pivot blow, czyli cios zewnętrzną stroną rękawicy, który następnie został zakazany. Nie jest jasne, czy była to walka o mistrzostwo świata, ponieważ LaBlanche ważył powyżej limitu 154 funtów. Dempsey mimo porażki nadal uznawany był za mistrza świata. Pokonał następnie Billa McCarthy’ego 18 lutego 1890 przez techniczny nokaut w 28. rundzie.

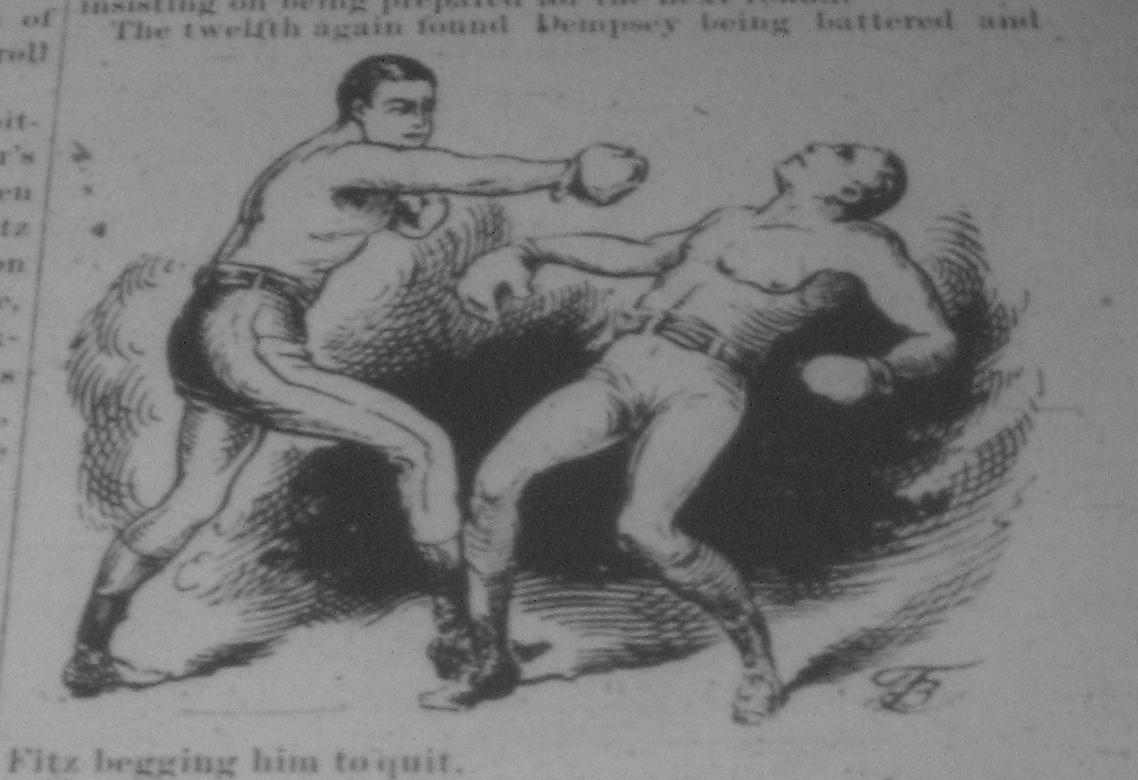
Fitzsimmons nokautuje Dempseya.

Dempsey stracił tytuł mistrza świata 14 stycznia 1891 w Nowym Orleanie, gdy Bob Fitzsimmons znokautował go w 13. rundzie. Dempsey był wówczas osłabiony gruźlicą i wielokrotnie padał na deski po ciosach Fitzsimmonsa, który miał prosić sędziego, by ten przerwał nierówną walkę, ponieważ Dempsey odmawiał poddania się. Potem Dempsey stoczył po jednej walce w 1893 i 1894, a 18 stycznia 1895 w Nowym Jorku przegrał przez techniczny nokaut w 3. rundzie z mistrzem świata w wadze półśredniej Tommym Ryanem. Był już wówczas poważnie chory. Zmarł w listopadzie tego roku na gruźlicę.
Jack Dempsey, zawodowy mistrz świata w kategorii ciężkiej w latach 1919-1926 przybrał swój przydomek ringowy od Jacka „The Nonpareil” Dempseya.
Nonpareil Dempsey został wybrany w 1992 do Międzynarodowej Bokserskiej Galerii Sławy.